# Monica Oliphant
Monica Viviene Oliphant (Kammer de soltera; Ilford, Reino Unido, 4 de agosto de 1970) es una científica investigadora inglesa-australiana, especializada en la energía solar. Es experta en eficiencia energética y energías renovables en estructuras arquitectónicas. Fue presidenta de la Sociedad Internacional de Energía Solar en 2008-2009 y ha recibido diversos reconocimientos por todas sus contribuciones.

## Biografía
Cuando era niña, Oliphant tenía un gran interés por la astronomía. Recuerda unirse a un grupo llamado "grupo de observación de la luna", que rastreaba los satélites Sputnik y explorer, y tenía un trabajo de vacaciones en el Observatorio Mount Stromlo, cerca de Canberra. Pero se dio cuenta de que el sector no era para ella, era "demasiado abstracto". En la universidad conoció a su esposo y colega físico Michael Oliphant, hijo del eminente científico y exgobernador de Australia del Sur, Sir Mark Oliphant. Comenzó a trabajar en el sector del suministro de electricidad, dominado por hombres, en Electricity Trust of South Australia (ETSA), después de completar sus estudios. "La gente me preguntaba dónde trabajaba, yo se lo decía, y me preguntaban: '¿Eres recepcionista?'" 
Comenzó su carrera científica con un Máster en Física por la Universidad de Londres. Consiguió ser profesora asociada adjunta en la Universidad de Australia Meridional y obtener la beca universitaria en la Universidad Charles Darwin. También dirige su propia consultoría, Monica Oliphant Research Scientist. Ha trabajado dieciocho años para la empresa de servicios públicos de electricidad ETSA como investigadora científica en las áreas de energía renovable y eficiencia energética. Participó en el programa de evaluación de recursos eólicos del gobierno de Australia Meridional, a finales de la década de 1980, lo que colocó a Australia Meridional en una posición privilegiada para la inversión en energía eólica. Además de profesora adjunta, fue presidenta de la Sociedad Internacional de Energía Solar en 2008/09, y con esta capacidad y como miembro de la Junta de la Sociedad, ha viajado por el mundo participando en conferencias y reuniones, identificándose generalmente como expresidenta de ISES y como un profesora adjunta de la Universidad de Australia del Sur. En las presentaciones, se ha mostrado muy orgullosa del estado de las energías renovables en el sur de Australia y del trabajo que se está realizando en la Universidad en esta área.
Ha contribuido a proyectos en Mawson Lakes, Lochiel Park y otros y está en el Comité de Gestión Estratégica del Nodo de Investigación del CRC para una Vida Baja en Carbono. También ha participado en muchos comités del gobierno federal y estatal de Australia, entre ellos, la revisión obligatoria de objetivos de energía renovable de Australia 2002/03, que introdujo los primeros incentivos para la energía solar fotovoltaica residencial (paneles solares). Más tarde fue miembro de la junta de la Mesa Redonda del Primer Ministro de Australia del Sur, sobre Sostenibilidad, y luego, de Renewables SA, cuando se incorporó la tarifa de alimentación estatal.
Cuando comencé a trabajar en energía solar en la década de 1970, durante la época de la crisis del petróleo árabe, escuchó a un ganador del Premio Nobel en la radio decir que, si tuviéramos energía solar, no tendríamos que pelear por el petróleo. Así que esa fue su motivación inicial, que luego evolucionó, para ayudar en la transición a un mundo con bajas emisiones de gases de efecto invernadero.

## Trabajos
Gran parte del trabajo de Oliphant resultó estar adelantado a su tiempo, incluido el trabajo a principios de la década de 1990 con viviendas públicas y el examen del impacto de la eficiencia energética de las familias de bajos ingresos. “En aquel entonces, el sector residencial se consideraba demasiado diverso y pequeño para ser mirado. La monitorización del uso de energía en los hogares se generalizó poco después. Entonces se hizo mucho trabajo interesante. Fue agradable.” En 2016, comenzó a trabajar en varios proyectos. Uno de ellos, en la energía solar de propiedad comunitaria, tratando de aumentar la penetración dentro de la comunidad. También finalizó por aquella época un estudio de factibilidad sobre el potencial de tener una universidad de las Naciones Unidas sobre energías renovables y capacitación en China. Ese estudio de viabilidad la llevó a ella ya un grupo de científicos internacionales a Malasia, Rusia y China.

## Premios y reconocimientos
- Su larga carrera en la promoción de las energías renovables la ha llevado a lograr muchos reconocimientos, incluido el Premio Ecogen 2011 por la "Contribución más destacada a la industria de la energía limpia".
- También ganó el Premio Pionero de la Red Mundial de Energía Renovable en 2012.
- Ha participado en muchos Comités del Gobierno Federal y Estatal de Australia
- Fue miembro de la Junta tanto de la Mesa Redonda del Primer Ministro en sostenibilidad como de Renewables SA.
- Recibió un AO (orden de Australia) en la Lista de Honores del Cumpleaños de la Reina de 2015, en reconocimiento a su trabajo en energías renovables
- Fue nombrada 2016 Sénior australiana del año (Senior South Australian of the Year).[6][7][8]